# Enrique Díaz (cyclisme)
Pour les articles homonymes, voir Díaz.
Díaz  Cedeño est un nom espagnol. Le premier nom de famille, en général paternel, est Díaz ; le second, en général maternel, souvent omis, est Cedeño.
Enrique Luis Díaz Cedeño (né le 13 août 1992 à Anaco) est un coureur cycliste vénézuélien.

## Palmarès sur route

### Par années
- 2014
  - 3e du championnat du Venezuela sur route
- 2015
  - 2e étape du Tour du Táchira
  - 2e de la Classique de l'anniversaire de la fédération vénézuélienne de cyclisme
  - 3e du championnat du Venezuela sur route
- 2016
  - 3e étape du Tour du Venezuela
- 2022
  - 1re étape de la Vuelta a Tovar
- 2023
  - Tour Andina Stereo
  - 3e du championnat du Venezuela sur route
- 2025
  - 3e de la Vuelta a Bramón

### Classements mondiaux
| Année            | 2014 | 2015 | 2016 |
| ---------------- | ---- | ---- | ---- |
| UCI America Tour | 128e | 21e  | 392e |
| UCI Africa Tour  |      |      | 252e |

## Palmarès sur piste

### Jeux sud-américains
- Cochabamba 2018
  -  Médaillé de bronze de la poursuite par équipes

### Jeux bolivariens
- Santa Marta 2017
  -  Médaillé de bronze de la poursuite par équipes
  -  Médaillé de bronze de l'omnium

### Championnats nationaux
- 2025
  -  Champion du Venezuela de poursuite par équipes (avec Edwin Torres, Franklin Chacón et Antoni Quintero)
  - 3e du championnat du Venezuela du scratch
  - 3e du championnat du Venezuela de l'américaine